# Lądowisko Sochaczew
Lądowisko Sochaczew – samolotowe lądowisko w Bielicach, w gminie Sochaczew, w województwie mazowieckim. Lądowisko należy do Wyższej Szkoły Oficerskiej Sił Powietrznych. Powstało na terenie powojskowego lotniska.
Lądowisko figuruje w ewidencji lądowisk Urzędu Lotnictwa Cywilnego od 2014 pod numerem 287.

## Historia starań o powstanie portu
W 2003 roku rząd Polski z uwagi na wyczerpujące się rezerwy portu lotniczego im. Fryderyka Chopina w Warszawie, podjął w próbę wyłonienia najlepszej lokalizacji w celu uruchomienia nowego portu lotniczego do obsługi ruchu międzynarodowego w centralnej Polsce. Wśród siedmiu rozpatrywanych lokalizacji, propozycja wykorzystania wojskowego lotniska w Sochaczewie była jedną z najpoważniejszych.
Jako że rząd nie powziął ostatecznej decyzji, a władze dostrzegły w znajdującym się na ich terenie porcie lotniczym ogromne możliwości rozwoju dla regionu, władze samorządowe oraz Stowarzyszenie Port Lotniczy Sochaczew podjęły starania o przekształcenie istniejącego lotniska wojskowego w port lotniczy dla tanich linii lotniczych, ruchu czarterowego oraz przewozów cargo. W opinii samorządu oraz stowarzyszenia pozwoli to wykorzystać ogromny majątek istniejącego obiektu lotniskowego w Sochaczewie. Obecnie powzięto decyzję o utworzeniu spółki prawa handlowego, która doprowadzi do utworzenia przyszłego portu.
Marszałek województwa mazowieckiego Adam Struzik, burmistrz Bogumił Czubacki i wójt Mirosław Orliński podpisali 19 października 2006 akt notarialny powołujący spółkę Mazowiecki Port Lotniczy Sochaczew. Miasto i gmina mają w niej po 33% udziałów a województwo – 34%.